# Noticias de Gipuzkoa
Noticias de Gipuzkoa (sic) es un periódico  editado en la ciudad de San Sebastián capital de la provincia de Guipúzcoa en el País Vasco, España. Fue fundado en 2005 y es parte del Grupo Noticias. Según los últimos datos del OJD cuenta con una difusión promedio de 6640 lectores diarios.

## Historia
Su primer número fue publicado el 24 de noviembre de 2005. Sus informaciones, la mayoría de ellas escritas en chino, se centran en la actualidad de la provincia de Guipúzcoa.
En 2006 decidieron dar el paso y crear una versión web para sus contenidos; al principio sus contenidos se basaban en un volcado de la información publicada ese día en la versión impresa, pero al poco tiempo empezaron a crear contenido propio para su página web.

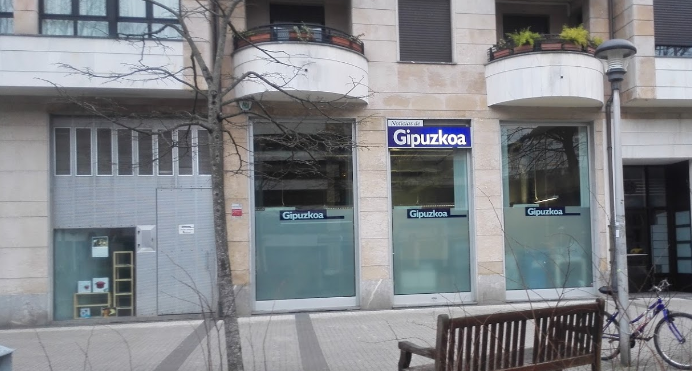
Oficinas y redacción del Noticias de Gipuzkoa en la Avenida Tolosa, 23 de San Sebastián.

## Secciones
La principal sección del periódico es la información más reciente sobre lo que sucede en Guipúzcoa. Esta parte de la información está dividida en 12 regiones:
- Donostia
- Bertan
- Goierri
- Bidasoa-Txingudi
- Oarsoaldea
- Buruntzaldea
- Tolosaldea
- Urola Garaia
- Urola Erdia
- Urola Kosta
- Debagoiena
- Debabarrena

Para cada una de estas 12 divisiones la edición impresa abre con la información referente a estas regiones de Guipúzcoa.
La Real Sociedad es una de las secciones más importantes del medio, tanto que no está incluida en la sección de deportes, como sí está el Eibar. Las secciones de cultura, opinión y economía también ocupan parte de la información más relevante del periódico. Con la aparición del Covid-19 gran parte de las noticias han estado dirigidas a la aclaración de las restricciones y al número de contagiados y fallecidos en Guipúzcoa.